# Andreaea spurioalpina
A Andreaea spurioalpina é uma espécie de briófita encontrada no Rio de Janeiro.